# Lin Carter
Lin Carter, właśc. Linwood Vrooman Carter (ur. 9 czerwca 1930 w St. Petersburg, zm. 7 lutego 1988 w Montclair) – amerykański pisarz science fiction i fantasy, jak również jako redaktor i krytyk.

## Życiorys
Zwykle używał pseudonimu Lin Carter, jak również HP Lowcraft (sparodiowane H.P. Lovecraft) i Grail Undwin. Carter miał wyraźną tendencję do autopromocji – często zamieszczał teksty w swojej literaturze faktu oraz własne opowiadania w antologiach, które redagował. Najbardziej wyrazistym tego przykładem jest jego powieść Lankar z Callisto, w której Carter jest głównym bohaterem. Jako autor, był członkiem męskiego klubu literackiego Trap Door Spiders. Carter służył w Korei; po zakończeniu wojny uczęszczał na Columbia University. Był kopistą zanim zajął się wyłącznie pisarstwem.
Był jedną z pierwszych osób, które próbowały odpowiednio nazwać gatunek fantasy. Czerpiąc z pomysłu C.S. Lewisa nadał mu początkowo nazwę heroic fantasy, tworząc pierwsze w historii zestawienie utworów opisujące pojęcie.
Zmarł z powodu progresji choroby nowotworowej (rak jamy ustnej).